# 1990년 1월
| 1990년: 1월 · 2월 · 3월 · 4월 · 5월 · 6월 · 7월 · 8월 · 9월 · 10월 · 11월 · 12월 |

| <          | 1990년 1월  | 1990년 1월 | 1990년 1월 | 1990년 1월 | 1990년 1월 | >           |
| 일         | 월          | 화         | 수         | 목         | 금         | 토          |
|            | 1 12.5 병인 | 2 6 정묘   | 3 7 무진   | 4 8 기사   | 5 9 경오   | 6 10 신미   |
| 7 11 임신  | 8 12 계유   | 9 13 갑술  | 10 14 을해 | 11 15 병자 | 12 16 정축 | 13 17 무인  |
| 14 18 기묘 | 15 19 경진  | 16 20 신사 | 17 21 임오 | 18 22 계미 | 19 23 갑신 | 20 24 을유  |
| 21 25 병술 | 22 26 정해  | 23 27 무자 | 24 28 기축 | 25 29 경인 | 26 30 신묘 | 27 1.1 임진 |
| 28 2 계사  | 29 3 갑오   | 30 4 을미  | 31 5 병신  |            |            |             |

| 편집하기 |

## 1990년1월 22일
- 3당 합당이 발표되었다.

## 1990년1월 10일
- 재단법인 GBN광문방송에 의해 설립되었다.